# Hermann Josis Mokalu
Hermann Josis Mokalu conocido también como Yosi (nacido en Yakarta, el 27 de noviembre de 1970) es un cantante indonesio miembro de la banda Project Pop, que pas{o a formar a partir desde 1995. Hasta el año 2007, con el Proyect Pop, ha publicado seis álbumes titulados: Bakpia Pathok Vs Lumpia (1996), Tu Wa Ga Pat (2000), BLI plis Dong (2001), OK Pop (2003), Pop Circus (2005), y Six a Six (2007).
Además de cantar, también ha incursionado en el mundo de la actuación. En la película que debutó fue en el film "Medley". También protagonizó junto a la actriz Rachel Maryam, en una película donde el interpretaba uno de sus personajes m{as importante. 
Se casó con Faisal Fahani Iryani Aprilla, una viuda con un hijo, el 11 de noviembre de 2005 en Seminyak, Bali.

## Discograf{ia

### ConProject Pop
1. 1996 - Bakpia Vs Lumpia
2. 2000 - Tu Wa Ga Pat
3. 2001 - Bli Dong Plis
4. 2003 - Pop OK
5. 2005 - Pop Circus
6. Kategori:Album tahun 20072007 - Six a Six
7. Kategori:Album tahun 20092009 - You got

## Filmografía
- Medley (2007)
- Laskar Pemimpi (2010)